# Ligne de Saint-Louis à Huningue
La ligne de Saint-Louis à Huningue est une ligne de chemin de fer française du Haut-Rhin. Elle relie la gare de Saint-Louis à Huningue. La ligne est aujourd'hui fermée au service voyageurs mais toujours ouverte au trafic fret.
Elle constitue la ligne n°136 000 du réseau ferré national.
Dans l'ancienne nomenclature de la région Est de la SNCF, elle était amalgamée avec la ligne de Waldighoffen à Saint-Louis-La Chaussée, numérotée « ligne 31.8 » et désignée en tant que « Ligne Blotzheim – Huningue ».

## Historique
La ligne de « Saint-Louis au Rhin » est ouverte le 11 février 1878 et se prolongeait au-delà du Rhin jusqu'à Weil am Rhein. Envisagée dès 1870, cette ligne répondait à un besoin militaire. En cas de conflit, elle devait permettre l'acheminement rapide de troupes vers le Sundgau. 
Le trafic voyageurs et marchandises étant faible, le pont sur le Rhin est démonté en 1937.
La ligne est fermée au trafic voyageurs le 31 décembre 1945.
L'ancien bâtiment voyageurs de la gare de Huningue, à l'architecture caractéristique Alsace-Lorraine, est aujourd'hui occupée par une pharmacie. 
La ligne, désormais exploitée uniquement pour le fret, est classée VUTR (voie unique à trafic restreint).
Le document de référence du réseau (DRR) pour l'horaire de service 2019 indique que la gare de Huningue dessert une installation terminale embranchée (ITE).